# Sönnersttjärnen (Kalls socken, Jämtland)
Sönnersttjärnen är en sjö i Åre kommun i Jämtland och ingår i Indalsälvens huvudavrinningsområde. Sjön har en area på 0,0682 kvadratkilometer och ligger 445,4 meter över havet.

## Delavrinningsområde
Sönnersttjärnen ingår i det delavrinningsområde (706905-138180) som SMHI kallar för Mynnar i Långans vattendragsyta. Medelhöjden är 490 meter över havet och ytan är 7,72 kvadratkilometer. Det finns inga avrinningsområden uppströms utan avrinningsområdet är högsta punkten. Vattendraget som avvattnar avrinningsområdet har biflödesordning 3, vilket innebär att vattnet flödar genom totalt 3 vattendrag innan det når havet efter 287 kilometer. Avrinningsområdet består mestadels av skog (89 procent). Avrinningsområdet har 0,19 kvadratkilometer vattenytor vilket ger det en sjöprocent på 2,4 procent.